# Swiss Unihockey
Swiss Unihockey (anciennement Association suisse d'unihockey - ASUH) est la fédération sportive qui représente l'unihockey (le floorball) en Suisse.

## Histoire
L'association a été fondée le 20 avril 1985 à Sarnen. Le 18 novembre 1989, elle a été intégrée à l’Association suisse du sport (ASS), l’organisation faîtière du sport suisse (actuellement Swiss Olympic). Ce sport encore jeune a ainsi rejoint les autres associations sportives déjà établies. Avec les associations d'unihockey suédoise et finlandaise, l'Association suisse d'unihockey a fondé la Fédération internationale de floorball (IFF) en 1986 à Huskvarna, en Suède.

## Clubs fondateurs
L'Association suisse d'unihockey, actuellement swiss unihockey, a été fondée en 1985 par les clubs d'unihockey suivants : 
- UHC Grün-Weiss Zürich
- UHC City Chur
- UHC Kloten
- LA Zürich-Nord
- UHC Bassersdorf
- UHC Ipsach
- UHC Tornado Bazenheit
- SC Laupen
- UHC Rätia Chur
- UHC Oberland 84
- Pfadi Falkenstein
- Giants Kloten
- UHC Spartak Chur
- UHC Urdorf
- UHC Dietlikon
- UHC TLS Köniz
- UHT LC Dübendorf
- UHU Bern
- UHT Scalära Chur
- UHC Haldenstein
- UHT Zäziwil
- UHC Visper Lions

## Structure
L'Assemblée des délégués, le Conseil de l'association, le Comité central et le Comité du sport constituent les quatre organes de l'association.
L'association gère les deux ligues nationales A et B ainsi que les ligues régionales de l'unihockey suisse.

### Commissions
- Comité Formation et Espoirs
- Commission technique
- Commission des arbitres
- Commission des sélections
- Commission disciplinaire
- Tribunal de l'association
- Comité de vérification des comptes

### Associations régionales
Il existe en outre diverses associations régionales, principalement actives au niveau cantonal : 
| Nom                                                                  | Canton(s)                                   |
| -------------------------------------------------------------------- | ------------------------------------------- |
| Aargauischer Unihockey-Verband                                       | Argovie                                     |
| Kantonal Bernischer Unihockeyverband                                 | Berne                                       |
| Bündner Floorball Association                                        | Grisons                                     |
| Association fribourgeoise d'unihockey / Freiburger Unihockey-Verband | Fribourg                                    |
| IG Unihockey Nordwestschweiz                                         | Bâle-Ville, Bâle-Campagne, Soleure          |
| Kantonaler Unihockey Verband Schaffhausen                            | Schaffhouse                                 |
| St. Gallisch-Appenzellischer Unihockeyverband                        | Saint-Gall / Appenzell                      |
| Thurgauer Unihockey Verband                                          | Thurgovie                                   |
| Associazione Unihockey Ticino                                        | Tessin                                      |
| Kantonalzürcher Unihockey Verband                                    | Zurich                                      |
| Zentralschweizer Nachwuchsförderung Unihockey                        | Lucerne, Obwald, Nidwald, Schwyz, Uri, Zoug |

| Association cantonale neuchâteloise d'unihockey            | Neuchâtel   |
| Association intercantonale d'unihockey Jura & Jura bernois | Jura, Berne |
| Genève Unihockey                                           | Genève      |
| Vaud Unihockey                                             | Vaud        |
| VS Unihockey                                               | Valais      |

## Équipes nationales
swiss unihockey gère quatre équipes nationales masculines, trois équipes nationales féminines, une sélection masculine et une sélection féminine de juniors.
- Messieurs A
- Messieurs M23
- Messieurs M19
- Messieurs M17

- Dames A
- Dames M19
- Dames M17

## Chiffres de l'association
- Clubs : 372 [4]
- Équipes : 2'117 [4]
- Joueurs licenciés : 35'056 [4]
- Arbitres : 1'549 [4]

## Liens
- Site officiel
- Documentation de l'association par swiss unihockey, page 9; les 22 clubs fondateurs